# Ruth Drexelová
Ruth Drexelová (14. července 1930 Vilshofen an der Donau – 26. února 2009 Feldkirchen in Kärnten) byla německá herečka a režisérka. Její nejznámější rolí byla Resi Berghammerová, matka policisty Bena v německém televizním seriálu Big Ben.

## Život
Ruth Drexelová se narodila 14. července 1930 v německém městě Vilshofen an der Donau. Herectví vystudovala v Mnichově, kde také pracovala. Následně, v letech 1955–1956, byla členkou umělecké scény Berliner Ensemble. Dále pracovala ve městech Wuppertal, Darmstadt a Düsseldorf. Objevila se také v nových hrách Franze Xavera Kroetze a Felixe Mitterera. V roce 1980 spoluzaložila rakouské divadlo Tiroler Volksschauspiele.
Ruth Drexelová si zahrála ve hře Franka Wedekinda Der Marquis von Keith, v německé adaptaci hry George Bernarda Shawa Candida, v hře Maxe Frische The Fire Raisers a ve hře Franze Xavera Kroetze Wildwechsel. Objevila se také v televizních sériích Der Kommissar, Münchner Geschichten, Zur Freiheit a seriálech Místo činu a Agathe.

## Filmografie
výběr
- Between Munich and St. Pauli (1957)
- Mathias Kneissl (1970)
- Adele Spitzeder (1972)
- The Marquise of O (1976)
- Derrick – série 7, epizoda 11: „Pricker“ (1980)
- Derrick – série 8, epizoda 5: „Die Schwester“ (1981)

## Rodina
Ruth Drexelová byla jednou vdaná, a to za Michaela Adamiho. Manželům se v roce 1956 narodila dcera Katharina Adamiová. V roce 1975 se Ruth narodilo druhé dítě – Cilli Drexelová, a to s jejím přítelem, hercem Hansem Brennerem, se kterým žila až do jeho smrti v roce 1998.

## Smrt
Ruth Drexelová zemřela 12. února 2009 ve věku 78 let na rakovinu, která jí byla diagnostikována v březnu 2007. Až do své smrti žila v rakouském městě Feldkirchen in Kärnten.